# Österreichische Fußball-Frauenmeisterschaft 1982/83
Die österreichische Fußball-Frauenmeisterschaft 1982/83 war die elfte Meisterschaft im österreichischen Frauenfußball nach der 35-jährigen Pause zwischen 1938 und 1972. Sie bestand aus der 14. Auflage einer höchsten Spielklasse (Frauen-Bundesliga) und wurde erstmals vom Österreichischen Fußballbund veranstaltet, nachdem dies in den letzten Jahren der Wiener Fußball-Verband übernommen hatte. Die vierte Auflage einer zweithöchsten Spielklasse (Damenliga Ost) wurde jedoch weiterhin vom Wiener Fußball-Verband veranstaltet.

## Erste Leistungsstufe – Frauen-Bundesliga

### Modus
Jeder spielte gegen jeden zweimal in insgesamt 18 Runden. Ein Sieg wurde mit zwei Punkten belohnt, ein Unentschieden mit einem Zähler.

### Saisonverlauf
Die Liga setzte sich gegenüber dem Vorjahr, in dem sieben Teams teilnahmen, nun aus zehn Vereinen zusammen. Hierbei waren drei neue Mannschaften vertreten. Meister wurde der USC Landhaus, der damit seinen sechsten Titel gewann und den Dritten in Folge.

### Abschlusstabelle
Die Meisterschaft endete mit folgendem Ergebnis:
| Pl.                                                | Verein                       | Sp. | S  | U | N  | Tore    | Diff. | Punkte |
| -------------------------------------------------- | ---------------------------- | --- | -- | - | -- | ------- | ----- | ------ |
| 1.                                                 | USC Landhaus (M)             | 18  | 16 | 1 | 1  | 068:600 | +62   | 33     |
| 2.                                                 | DFC Ostbahn XI (C)           | 18  | 13 | 3 | 2  | 076:160 | +60   | 29     |
| 3.                                                 | SV Aspern                    | 18  | 12 | 2 | 4  | 044:180 | +26   | 26     |
| 4.                                                 | 1. DFC Leoben                | 18  | 12 | 2 | 4  | 047:230 | +24   | 26     |
| 5.                                                 | Union Kleinmünchen           | 18  | 8  | 5 | 5  | 044:230 | +21   | 21     |
| 6.                                                 | Tyrolia Halbturn B1 (N)      | 18  | 6  | 2 | 10 | 022:390 | −17   | 14     |
| 7.                                                 | DFC Alland-Brunn             | 18  | 4  | 5 | 9  | 027:350 | −8    | 13     |
| 8.                                                 | LUV Graz                     | 18  | 2  | 5 | 11 | 019:450 | −26   | 09     |
| 9.                                                 | KSV Wiener Berufsschulen (N) | 18  | 2  | 1 | 15 | 016:760 | −60   | 05     |
| 10.                                                | ASV 13 (N)                   | 18  | 1  | 2 | 15 | 008:900 | −82   | 04     |
| Stand: Endstand. Quelle: RSSSF, Union Kleinmünchen |                              |     |    |   |    |         |       |        |

| (M) | Österreichischer Fußball-Frauenmeister 1981/82 |
| (C) | ÖFB-Ladies-Cup-Sieger 1981/82                  |
| (N) | Neuaufsteiger der Saison 1981/82               |

Aufsteiger
- Damenliga Ost (2. LSt.): keiner

## Zweite Leistungsstufe – Damenliga Ost

### Modus
Jeder spielte gegen jeden zweimal in insgesamt zehn Runden. Ein Sieg wurde mit zwei Punkten belohnt, ein Unentschieden mit einem Zähler.

### Saisonverlauf
Die Liga setzte sich gegenüber dem Vorjahr, in dem neun Vereine teilnahmen, aus sechs Klubs zusammen. Der SC Katzelsdorf und der SV Baden waren nicht vertreten, dafür die B-Mannschaften von dem DFC Ostbahn XI sowie jene vom KSV Wiener Berufsschulen. Meister wurde in dieser Saison die B-Mannschaft von der USC Landhaus, die allerdings nicht berechtigt ist in die höchste Spielklasse aufzusteigen, da dort bereits die A-Elf vertreten ist.

### Abschlusstabelle
Die Meisterschaft endete mit folgendem Ergebnis:
| Pl.              | Verein                          | Sp. | S | U | N | Tore    | Diff. | Punkte |
| ---------------- | ------------------------------- | --- | - | - | - | ------- | ----- | ------ |
| 1.               | USC Landhaus II                 | 10  | 9 | 1 | 0 | 038:300 | +35   | 19     |
| 2.               | SC Wullersdorf                  | 10  | 6 | 0 | 4 | 020:190 | +1    | 12     |
| 3.               | SV Aspern II                    | 10  | 5 | 1 | 4 | 015:190 | −4    | 11     |
| 4.               | DFC Ostbahn XI II (N)           | 10  | 3 | 1 | 6 | 012:190 | −7    | 07     |
| 5.               | KSV Wiener Berufsschulen II (N) | 10  | 3 | 0 | 7 | 013:260 | −13   | 06     |
| 6.               | 1. SC Sollenau                  | 10  | 2 | 1 | 7 | 008:200 | −12   | 05     |
| Stand: Endstand. |                                 |     |   |   |   |         |       |        |

| (A) | Absteiger der Saison 1981/82     |
| (N) | Neueinsteiger der Saison 1981/82 |

Aufsteiger
- Burgenland: keiner
- Niederösterreich: ASV Vösendorf
- Wien: keiner